# Батько (фільм, 1923)
«Батько»(англ. Daddy) — американська драма режисера Е. Мейсона Гоппера 1923 року.

## У ролях
- Джекі Куган — Джекі Савеллі / Джекі Глден
- Артур Едмунд Керью — Пол Савеллі
- Джозі Седжвік — Елен Савеллі
- Чезаре Гравіна — Чезаре Галло
- Берт Вудрафф — Ебен Голден
- Анна Таунсенд — місіс Голден
- Віллард Луїс — імпресаріо
- Джордж Кува — камердинер